# Phidippus audax
Phidippus audax és una espècie d'aranya saltadora comuna d'Amèrica del Nord. Al seu país d'origen la hi coneix com "Daring Jumping Spider" (de l'anglès "aranya saltadora atrevida") o "Bold Jumping Spider" (de l'anglès "aranya saltadora descarada"). La grandària mitjana dels adults varia entre 13 a 20 mm de longitud.
Aquestes aranyes són normalment negres amb un patró de taques i ratlles en el seu abdomen i les potes. Sovint, aquestes taques són de color taronja en els individus joves, tornant-se blanc en l'aranya madura.

## Hàbitat

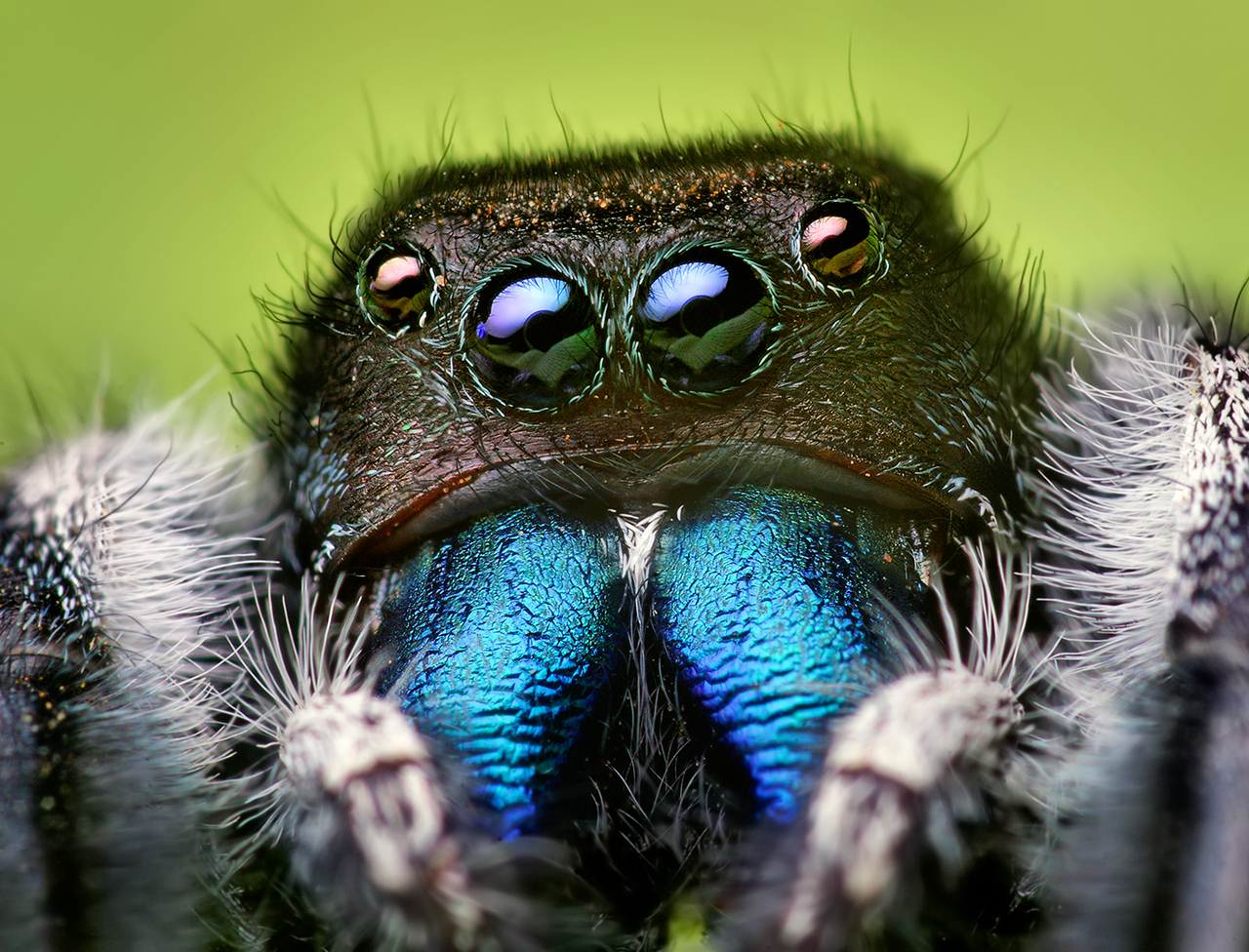
Retrat d'una aranya mascle P. audax

Com la majoria de les aranyes saltadores, P. audax prefereixen zones relativament obertes per caçar, ja que busquen activament preses, aguaitant, ja que no construeixen xarxes. Utilitzen la seva seda com un "salvavides" en saltar a la recerca de preses o eludir depredadors.
Són comuns en els camps i prats, encara que també s'observen amb freqüència en les voltes, parets exteriors, i en els jardins. Moltes aranyes saltadores semblen preferir les superfícies planes verticals, probablement a causa del fet que els permet detectar i perseguir als insectes amb facilitat.

## Distribució
Aquesta espècie és comuna en el sud-est del Canadà, la major part dels Estats Units i parts del nord d'Amèrica Central, i ha estat introduïda a Hawaii i les Illes Nicobar.

## Nom
P. audax és l'espècie tipus per al gènere Phidippus. El nom de l'espècie es deriva del llatí audax que significa "atrevit, audaç".